# Něftěgorsk (Samarská oblast)
Něftěgorsk (rusky Нефтегорск) je město v Samarské oblasti v Ruské federaci. Při sčítání lidu v roce 2010 měl přes devatenáct tisíc obyvatel.

## Poloha
Něftěgorsk leží mezi dvěma řekami tekoucími k severu. Na východě od něj teče Sjezžaja, na západě Vetljanka (tyto řeky se stékají až několik desítek kilometrů severně od Něftěgorsku, jen několik kilometrů od ústí Sjezžaji do Samary). Od Samary, správního střediska oblasti, je Něftěgorsk vzdálen přibližně sto kilometrů jihovýchodně.

## Dějiny
Něftěgorsk vznikl v roce 1960 v souvislosti s těžbou ropy (jak je patrné i z kořene něft – nafta). Od roku 1966 byl sídlem městského typu a od roku 1989 je městem.